# Glenea ochreicollis
Glenea ochreicollis är en skalbaggsart som beskrevs av Stefan von Breuning 1950. Glenea ochreicollis ingår i släktet Glenea och familjen långhorningar.
Artens utbredningsområde är Sarawak. Inga underarter finns listade i Catalogue of Life.